# Astra Space

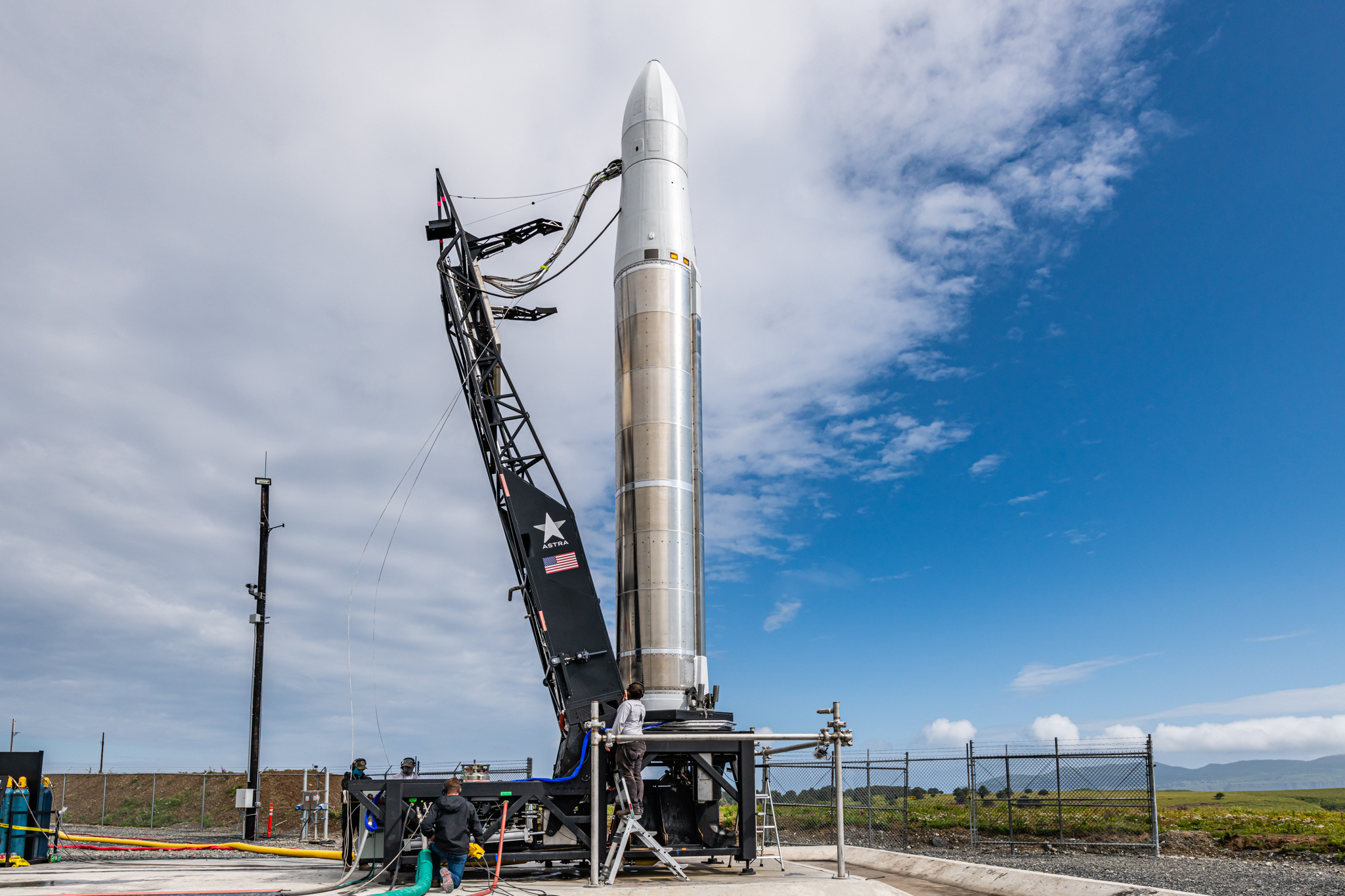
Rocket 3.1 a la plataforma de llançament el 6 d'agost de 2020.

Astra Space és una empresa estatunidenca aeroespacial dedicada al llançament de satèl·lits lleugers.

## Història
L'empresa va ser fundada l'octubre de 2016 per Chris Kemp i Adam London.
L'11 de setembre de 2020 van intentar el primer llançament orbital amb el seu coet Rocket 3.1., però aquest va explotar poc després de l'enlairament.
El 15 de desembre de 2020 el coet Rocket 3.2. va arribar a l'espai, però no va aconseguir col·locar la seva càrrega en òrbita.
El 20 de novembre de 2021 van aconseguir el seu primer vol orbital, en el seu quart intent. El coet Rocket 3.3 (número de sèrie LV0007) es va enlairar de Kodiak, transportant una càrrega de prova de la Força Espacial dels Estats Units.
Fins al juny de 2022, Astra havia aconseguit dues missions reeixides de nou intents (de les quals dues suborbitals). A més, un desl coets va ser destruït abans del seu enlairament, en una prova en realitzada el 23 de març del 2020.
L'agost del 2022 els responsables de la companyia, després de múltiples llançaments fallits, anunciaven la retirava del seu coet "Rocket 3.3". A partir d'aquest moment els esforços es concentraven en un nou vehicle de llançament anomenat "Rocket 4.0".

## Instal·lacions
La seu de l'empresa és a l'antiga base naval d'Alameda, prop de San Francisco a Califòrnia.
Els llançaments dels seus coets han estat inicialment des del Pacific Spaceport Complex, situat a l'Illa Kodiak a Alaska.